# بخش خنرال آلوار (مندوسا)
بخش خنرال آلوار (به اسپانیایی: Departamento General Alvear) یک منطقهٔ مسکونی در آرژانتین است که در استان مندوسا واقع شده‌است. بخش خنرال آلوار ۱۴٬۴۴۸ کیلومتر مربع مساحت و ۴۴٬۱۴۷ نفر جمعیت دارد.